# Domaine Cataraqui
Le domaine Cataraqui est une propriété et un jardin historique situés à Québec dans le quartier Sillery. Il appartient à la Commission de la capitale nationale du Québec, chargée de mettre en valeur les attributs de la capitale.

## Histoire

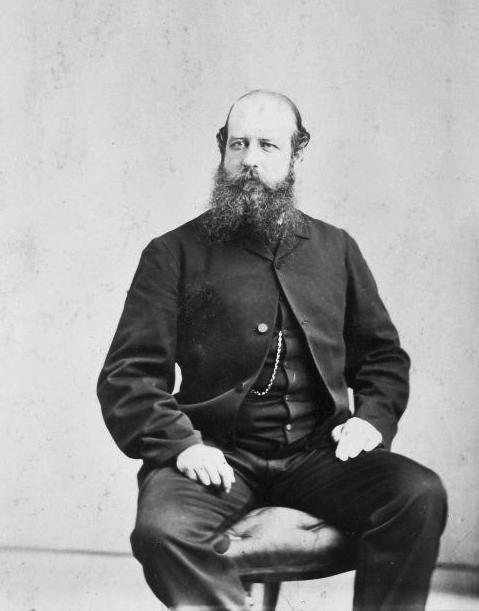
James Bell Forsyth, fondateur de Cataraqui, en 1865

Le domaine Cataraqui a été créé en 1831 par le marchand de bois James Bell Forsyth. Il acquiert cette terre située sur les hauteurs de la falaise de Sillery en l'achetant à la Commission des Biens de Jésus, un organisme chargé de revendre les biens des  Jésuites. Forsyth nomme son domaine en l'honneur de son lieu de naissance, Kingston, autrefois le site du fort Cataraqui, et s’y fait ériger une petite villa en bois. Le 13 août 1850, Forsyth revend son domaine à Henry Burstall, un lointain parent.
Lui aussi marchand de bois, Burstall construit une villa en briques sur les fondations de la villa en bois de Forsyth et fait construire la majorité des dépendances encore présentes sur le site. L’architecte Edward Staveley est chargé des travaux de la villa, complétés en décembre 1851. Un vaste jardin d’hiver est annexé à la villa du côté ouest en 1856. Entre 1860 et 1863, le domaine est loué au gouvernement du Canada-Uni pour y loger les gouverneurs généraux Edmund Walker Head et Stanley Monck.
La famille Levey est propriétaire du domaine Cataraqui de 1863 à 1905. Le banquier Charles Eleazar Levey engage le jardinier écossais Peter Lowe afin de réaménager les jardins selon les principes du mouvement pittoresque en vogue à cette époque. Levey se fait également construire deux grandes serres en 1880.
Le domaine Cataraqui passe aux mains de la famille Rhodes en 1905. Celle-ci est déjà propriétaire du domaine voisin, Benmore, depuis 1848. Catherine Rhodes épouse le peintre Percyval Tudor-Hart en 1935, et lui fait aménager un vaste atelier attenant au garage. Le peintre meurt en 1954, à l’âge de 81 ans. Catherine Rhodes vit dans son souvenir jusqu’à son propre décès, survenu en 1972. Le gouvernement du Québec fait l’acquisition du domaine en 1975 et le reconnaît monument historique le 8 octobre de la même année.
Le domaine Cataraqui devient musée-jardin en 1995, sous l’impulsion de la Fondation Bagatelle de Sillery. L’année suivante, le domaine est désigné maison officielle du gouvernement du Québec. De grands artistes québécois y exposent leurs œuvres, dont Jean Paul Riopelle, Marcelle Ferron et Marcel Barbeau. En 2002, la gestion du site est confiée à la Commission de la capitale nationale du Québec.
Le 22 février 2008, la Commission de la capitale nationale, le ministère de la Culture, des Communications et de la Condition féminine du Québec, la Banque Nationale et la Ville de Québec annoncent un investissement de 9,4 millions de dollars pour la rénovation du bâtiment principal, la construction d'un nouvel édifice et la restauration des jardins historiques. Les lieux sont occupés par l'École hôtelière de la Capitale pour de la formation en restauration, et peuvent également servir à des réceptions et autres événements tant publics que privés. Le nouveau domaine Cataraqui a été inauguré le 29 septembre 2010.

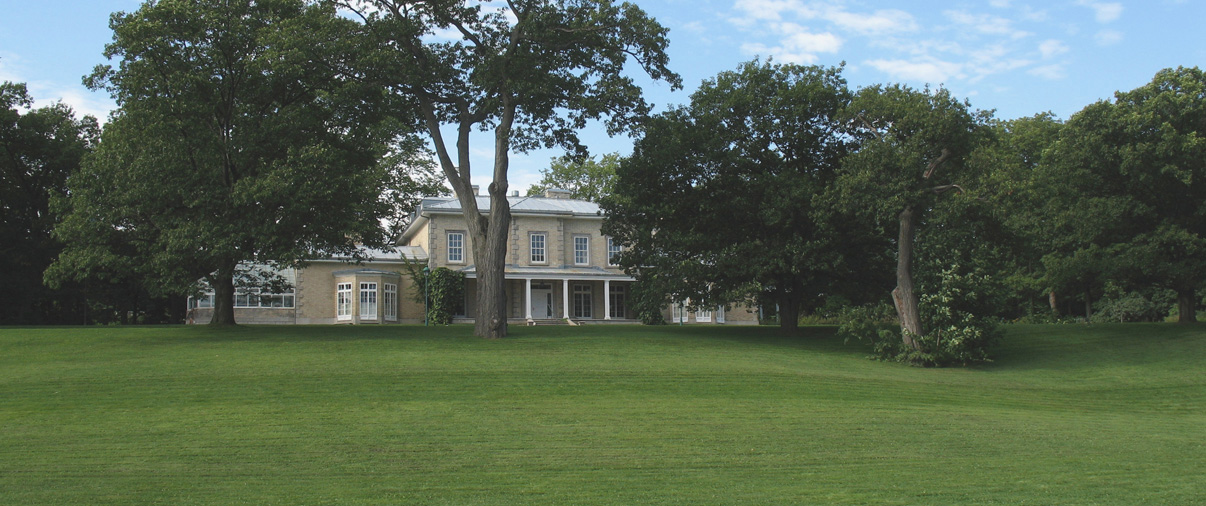
Domaine Cataraqui

## Galerie

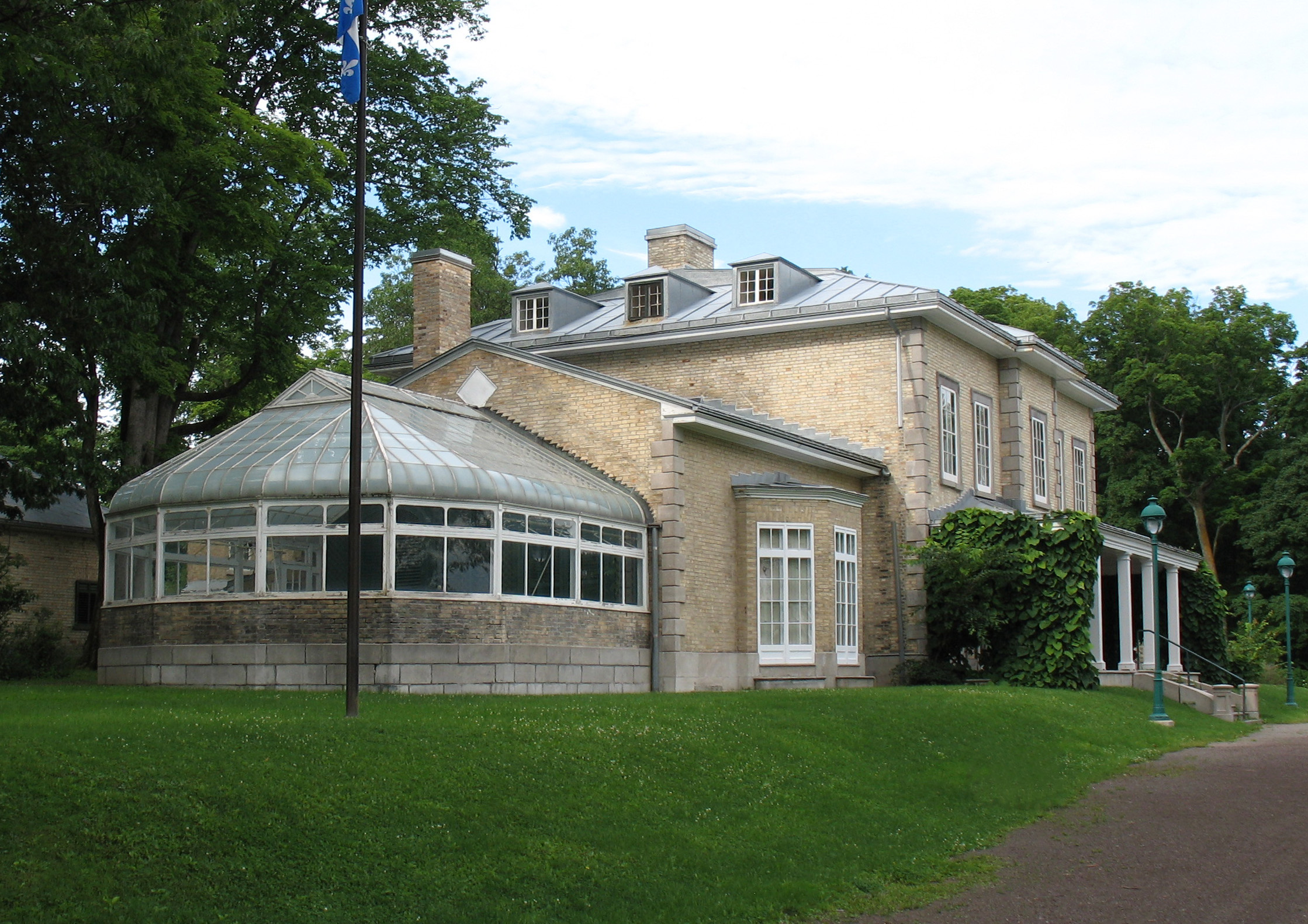
La verrière sur le côté de la demeure principale (2008).
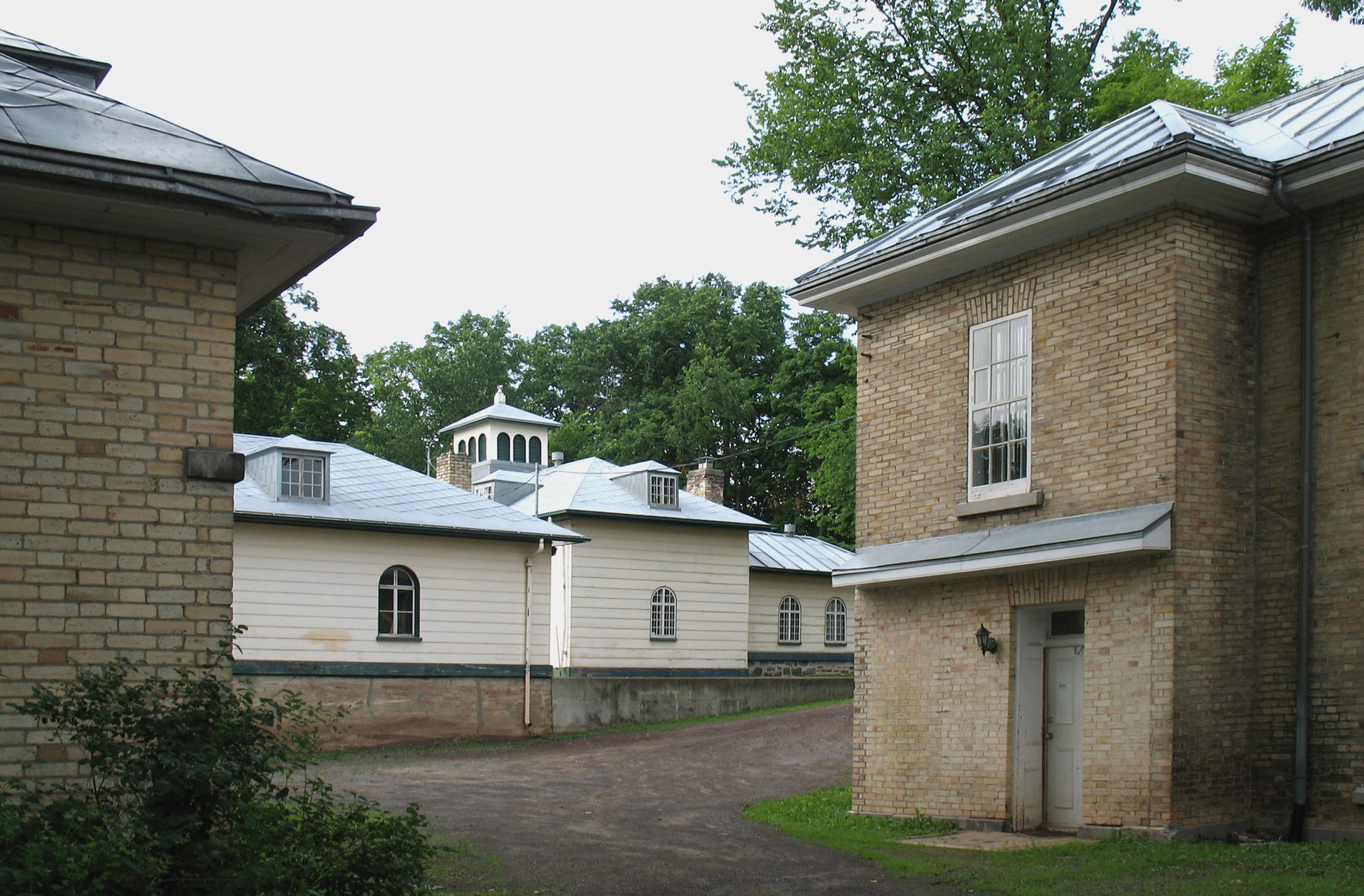
Vue du passage entre les bâtiments (2008).
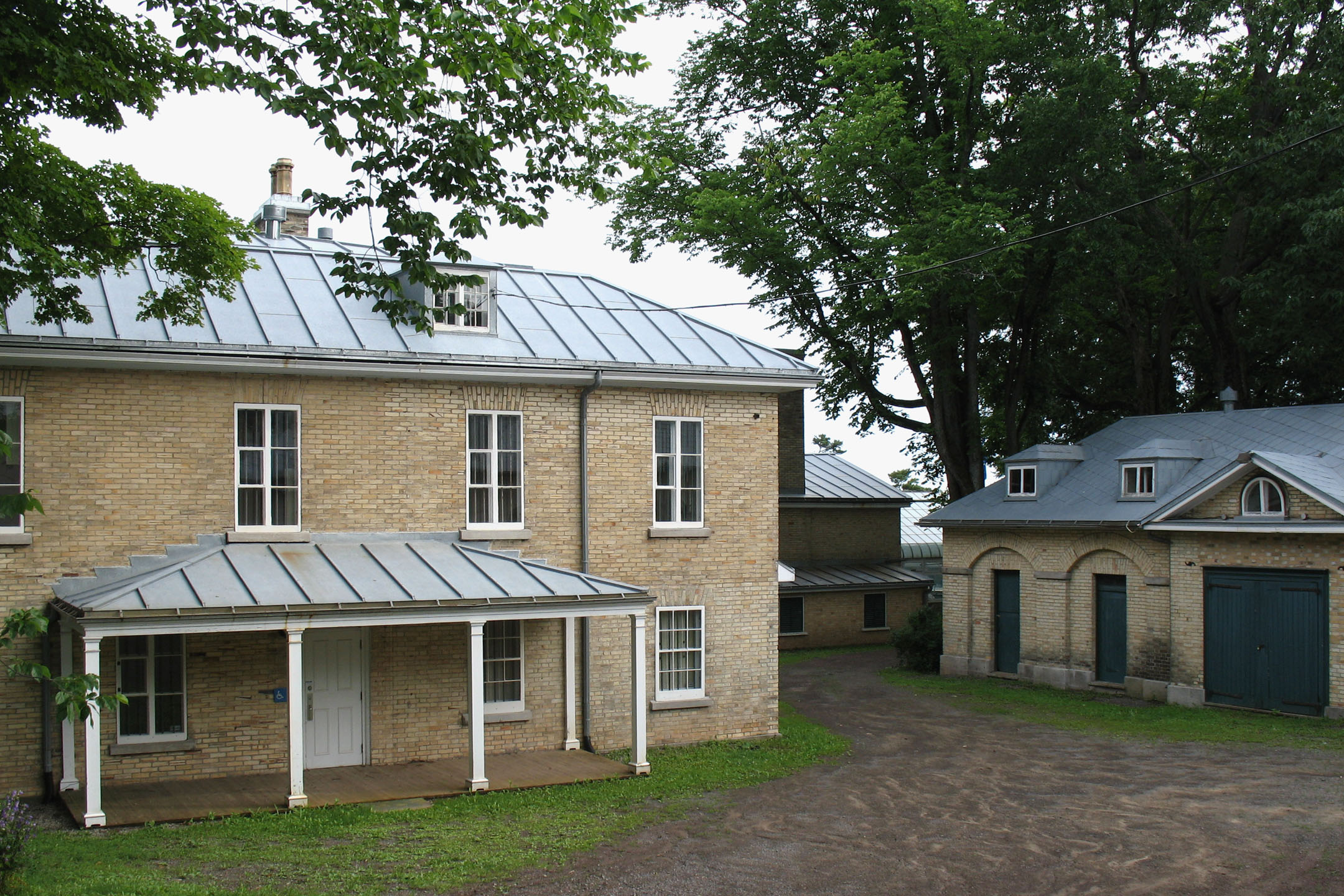
À gauche : porte arrière de la demeure principale où étaient les cuisines. - À droite : écuries et hangars (2008).